# Jorginho do Império
Pour les articles homonymes, voir Jorginho.
Jorge Antônio Carlos, ou Jorginho do Império (Rio de Janeiro, 13 février 1944) est un chanteur brésilien, fils de Mano Décio da Viola, un des fondateurs de l'école de samba Império Serrano.

## Discographie[1]
- Viagem Encantada - Polydor (1975)
- Eu E Meu Pandeiro - Polydor (1976)
- Medalhas e Brasões - CBS (1977)
- Agora Sim - CBS (1978)
- Felicidade - CBS (1979)
- Festa do preto Forró - CBS (1980)
- Jorginho do Império - CBS (1981)
- Coisa Boa - CBS (1982)
- Festa do Samba - Continental (1985)
- Alma Imperiana - Continental (1986)
- Jorginho do Império - RGE (1987)
- Meu Samba -  RGE (1988)
- Viva Meu Samba -  Phonodisc (1990)
- O cidadão do Samba -  Riomusic (1994)